# Каллани, Мария
Мария Каллани (итал. Maria Callani; 15 августа 1778, Милан — 9 февраля 1803, Парма) — итальянская художница-портретистка, работавшая в XVIII веке в Милане и Парме, Италия.

## Биография
Мария Каллани родилась 15 августа 1778 года в Милане, Италия, её отцом был художник Гаэтано Каллани, а матерью — Анджела Джерли, сестра архитектора Агостино Джерли. Её младший брат Франческо Каллани (1779—1844) также был художником-портретистом.

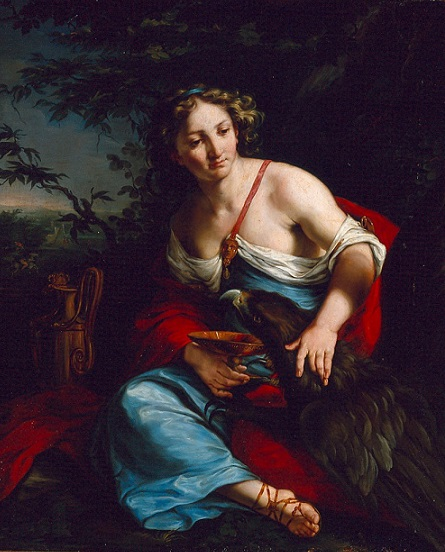
Мария Каллани, Геба и орёл (1803), холст, масло

Её портреты изображают таких известных личностей, как графиня Кьяра Маццуккини Гвидобони из Виаданы, Алессандро Санвитале, Стефано Санвитале и Фра Антонио Негрони.
Каллани умерла в возрасте 24 лет от туберкулёза 9 февраля 1803 года в Парме. Её работы можно найти в различных публичных музейных коллекциях, включая Национальную галерею Пармы, Музей Глауко Ломбарди, Пинакотеку Стюард, и других.